# IRIS (спутник)
IRIS (Interface Region Imaging Spectrograph) — космический аппарат NASA для исследования Солнца. Миссия в рамках программы Small Explorer program (SMEX) по исследованию физических свойств солнечного лимба — видимого края диска Солнца, солнечной хромосферы. Построен аппарат для лаборатории Lockheed Martin Solar and Astrophysics Laboratory (LMSAL). На космическом аппарате установлен спектрометр, который создан лабораторией LMSAL, и телескоп Смитсоновской астрофизической обсерватории. Управлять аппаратом на орбите будут лаборатория LMSAL и Исследовательский центр Эймса NASA.
Исследовательским инструментом аппарата является высокочастотный ультрафиолетовый спектрометр, с частотой один кадр в секунду, с пространственным разрешением 0,3 угловой секунды, и со спектральным разрешением в долях ангстрема.
NASA объявило 19 июня 2009 года, что проект IRIS был выбран для финансирования из шести кандидатур исследовательских миссий программы Small Explorer program (SMEX), наряду с проектом Gravity and Extreme Magnetism SMEX (GEMS).
Космический корабль прибыл на военно-воздушную базу Ванденберг в штате Калифорния 16 апреля 2013 и был успешно запущен 28 июня 2013 года ракетой «Пегас XL».